# 히시
히시(핀란드어: hiisi), 복수형 히데트(핀란드어: hiidet)는 발트-핀란드 신화에서 원래 신성시되는 장소를 가리키는 말이다가 나중에는 신화에 나오는 존재를 가리키게 되었다. 이후 기독교화가 진행되면서 히데트는 일종의 악마적인 존재, 이교도 토착세력처럼 묘사되게 되었다. 히데트는 커다란 절벽, 불길한 크레바스, 돌개구멍, 소림지, 구릉지, 기타 두드러진 지형이나 오지에서 주로 발견된다. 
세월이 지나면서 자연의 경이성을 나타내던 히데트의 성격은 거의 사라지고 순전한 악으로서 트롤 같은 존재로 여겨지게 된다. 이 후기형 시각에서 히데트는 보통 크기가 작지만 때때로 거대한 개체도 있다. 시끄러운 행렬을 이루며 움직이고, 길을 내주지 않는 사람을 공격한다. 문을 열어놓으면 히데트가 집 안에 들어와 무언가를 훔쳐갈 수 있다. 히데트에게 쫓길 때는 경작지로 피해야 안전하다. 경작지는 문명의 축복을 받은 곳으로서 거친 자연의 비경과 오지의 신성함을 대변하는 히데트에게는 상극이라 발을 딛을 수 없다.

## 같이 보기
- 렘포